# Vellarikundu
Vellarikundu (malabar: വെള്ളരിക്കുണ്ട്) es una localidad del estado indio de Kerala, constituida administrativamente como un taluk del distrito de Kasaragod.
El taluk fue creado el 21 de febrero de 2014 al separarse del vecino taluk de Hosdurg, por lo que no figura en el censo de 2011. Comprende una zona montañosa de los Ghats occidentales al este de las ciudades de Kanhangad y Nileshwaram. Alberga el "Kammadam Kavu", uno de los bosques sagrados de mayor tamaño de Kerala.
La localidad se ubica en las afueras occidentales de las montañas de Ranipuram, unos 20 km al este de la ciudad de Kanhangad, cerca del límite con el vecino estado de Karnataka.